# El Mehdi El Bassil
El Mehdi El Bassil (arab. المهدي الباسل, ur. 14 grudnia 1987 w Rabacie) – marokański piłkarz, grający na pozycji środkowego obrońcy w FUS Rabat, którego jest kapitanem. Jednokrotny reprezentant kraju.

## Kariera klubowa

### FAR Rabat
Karierę rozpoczynał w FAR Rabat. W sezonie 2010/2011 rozegrał tam 9 spotkań i miał asystę.

### Maghreb Fez
1 sierpnia 2011 roku przeniósł się do Maghrebu Fez. W tym klubie zadebiutował 20 sierpnia 2011 roku w meczu przeciwko Hassanii Agadir (wygrana 2:0). Zagrał całe spotkanie. Pierwszą asystę zaliczył 25 września 2011 roku w meczu przeciwko Olympic Safi (wygrana 5:1). Asystował przy trafieniu Mohammeda Alego Bemammera w 57. minucie. W sumie wystąpił w 16 ligowych meczach, w których raz asystował. 

### Moghreb Tétouan
24 grudnia 2012 roku został zawodnikiem Moghrebu Tétouan. W tym zespole zadebiutował 8 lutego 2013 roku w meczu przeciwko Renaissance Berkane (1:1). Grał całą drugą połowę, zmienił Abdeladima Khadroufa. Pierwszą asystę zaliczył 12 dni później w meczu przeciwko Difaâ El Jadida (wygrana 1:3). Asystował przy golu Samira Kizaniego w 90. minucie. Pierwszą bramkę strzelił 9 marca 2013 roku w meczu przeciwko KAC Kénitra (2:0). Do siatki trafił w 70. minucie. W sumie zagrał 18 meczów, miał gola i asystę.

### FUS Rabat
5 lipca 2014 roku dołączył do FUS Rabat jako wolny zawodnik. W stołecznym zespole zadebiutował 14 września 2014 roku w meczu przeciwko KAC Kénitra (0:0). Zagrał cały mecz. 20 września asystował po raz pierwszy w meczu przeciwko Maghreb Fez (wygrana 2:1). Asystował przy trafieniu Mohammeda Fouzaira w 27. minucie. Pierwszy raz trafił do siatki 26 października 2014 roku w meczu przeciwko Kawkabowi Marrakesz (zwycięstwo 2:1). Do bramki trafił w 92. minucie.
W sezonie 2014/2015 zagrał 9 meczów ligowych, strzelił gola i miał dwie asysty. Sezon później miał 19 meczów i jedną asystą. Sezon 2016/2017 zakończył z 20 meczami i dwiema asystami. W sezonie 2017/2018 na koncie miał 24 mecze, dwa gole i tyle samo asyst. W sezonie 2018/2019 zagrał 25 meczów, miał po golu i asyście. W kolejnym sezonie rozegrał 28 spotkań, zdobył bramkę i dwukrotnie asystował. Sezon 2020/2021 skończył z 29 meczami, 9 bramkami i dwiema asystami. W sezonie 2021/2022 zagrał 24 mecze i raz asystował. W sezonie 2022/2023 wystąpił w 26 meczach, strzelił 2 gole i miał asystę. Sezon 2023/2024 zakończył z 27 meczami i jednym golem.
W sumie zagrał 231 meczów ligowych, w których miał 17 goli i 14 asyst.

## Kariera reprezentacyjna
W reprezentacji Maroka jedyny mecz zagrał 30 marca 2011 roku, a rywalem była Botswana (1:1). Był rezerwowym, wszedł za Drissa Belaamriego.

## Osiągnięcia
Maghreb Fez:
- Afrykański Super Puchar (2011/2012)

Moghreb Tėtouan:
- GNF 1 (2013/2014)

FUS Rabat:
- Puchar Maroka (2014/2015)
- GNF 1 (2015/2016)

(źródło:)